# Wierznowice
Wierznowice – wieś w Polsce położona w województwie łódzkim, w powiecie łowickim, w gminie Zduny.
W latach 1975–1998 miejscowość administracyjnie należała do województwa skierniewickiego.

## Historia
W dokumentach z XV wieku miejscowość notowana jako Wierzmoviec, a w XVI wieku jako Swyerznowice. Była wsią kościelną należącą do kleru wchodzącą w skład uposażenia biskupstwa gnieźnieńskiego tzw. klucza łowickiego. Arcybiskup gnieźnieński Wojciech Jastrzębiec uposażając kolegiatę łowicką w 1443 przeznaczył na ten cel m.in. dziesięciny z Wierznowic. Mieszkańcy płacili również kolędę plebanowi w Zdunach.
Miejscowość zanotowano także w późniejszych dokumentach podatkowych. W 1576 wieś płaciła podatki od 5,5 łanu powierzchni, karczmy oraz 20 osadników.
Po rozbiorach Polski miejscowość znalazła się w zaborze rosyjskim wchodząc w skład księstwa łowickiego. Wieś jako miejscowość leżącą w gminie Bąków w parafii Zduny opisał XIX wieczny Słownik geograficzny Królestwa Polskiego. W 1827 roku we wsi znajdowało się 21 domów z 147 mieszkańcami. W 1893 znajdowało się w niej 24 domy, w których mieszkało 186 mieszkańców. Liczyła w sumie 678 morg obszaru w tym: 392 morg roli, 59 łąk i 202 pastwisk. W miejscowości znajdowała się olejarnia produkująca olej roślinny na sumę 300 rubli srebrnych rocznie.